# 马哈迪·莫哈末参与2022年大选

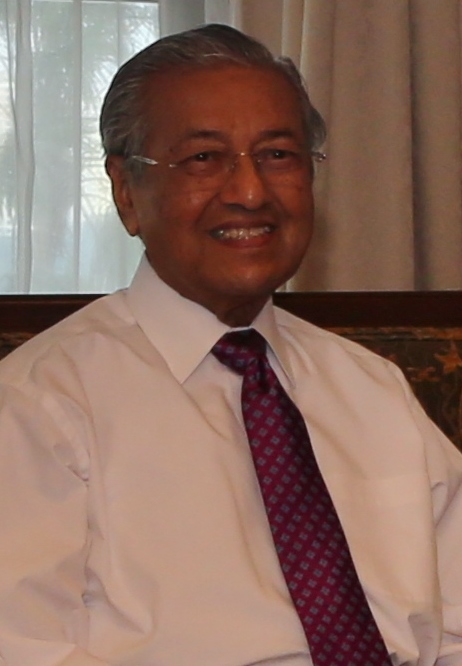
马哈迪

马哈迪·莫哈末参与2022年大选（英語：Mahathir Mohamad 2022 general election）介绍高龄97岁的马来西亚前首相马哈迪·莫哈末上阵2022年11月19日的第十五届全国大选。此次上阵为他自2003年退位之后第二次出战大选（第一次为2018年大选）。他曾在2018年领导希望联盟获胜后再度就任首相，2020年辞职。由于马哈迪年事已高，他的再度参选引起了包括国际媒体的关注。一旦胜选，马哈迪将成为马来西亚乃至全世界年纪最大的国会议员。投票当晚，据选举委员会官方成绩宣布，马哈迪败给国民联盟候选人苏海米阿都拉，仅有4566得票，他也因此丧失按柜金。

## 宣布参战
2022年10月11日，为首相依斯迈沙比里宣布解散国会后的隔天，马哈迪在一场记者会上宣布自己将代表祖国行动联盟守土浮罗交怡国会议席。

## 国际关注
自马哈迪于10月11日宣布将上阵大选后，多家国际媒体纷纷报导了此事，其关注度甚至超过首相依斯迈沙比里宣布国会解散。多数媒体也不约而同的在新闻标题使用“97”作为关键字（意指马哈迪時年97岁）。报导该新闻的国际媒体如下：
- 英国广播公司（BBC）[3]
- 《卫报》[4]
- 美国有线电视新闻网（CNN）[5]
- 彭博社[6]
- 美联社[7]
- ABC新闻[8]
- 《日经亚洲》[9]
- 共同通讯社[10]
- 《南华早报》[11]
- 世界一体新闻台（WION）[12]

## 选区竞争对手
马哈迪在浮罗交怡选区面对五角战，四位对手分别为
- 阿敏沙（Armishah Siraj），国阵巫统
- 苏海米阿都拉（Suhaimi Abdullah），国民联盟土著团结党
- 再比迪（Zabidi Yahya），希望联盟国家诚信党
- 阿都卡迪（Abdul Kadir Sainudin），独立人士

## 分析
尽管马哈迪所领导的祖国行动联盟并不如其他联盟般受到选民欢迎，而马哈迪本人的选区还面对了四名对手，然而众多分析认为他本人依然几率较高能捍卫浮罗交怡，该分析给出的主要原因是马哈迪第一次就任首相（1981年至2003年）时曾大力发展浮罗交怡，开括旅游业及打造成免税岛，使当地成为了吸引游客到访的著名旅游景点。另外的原因则是其他候选人有的是新兵，有的则在上阵前已在党内发生内讧。照情况发展，马哈迪在选区中占优势，若不出意外已第十一次出征国会议席的他预料能顺利蝉联。

## 投票
11月19日，马哈迪在妻子茜蒂哈斯玛的陪同下于上午10时52分抵达安南武吉知知牙也国小的投票中心投票，两人在上午10时55分于第1通道完成投票，这也是马哈迪第15次投票。较后马哈迪在记者会上指出，他于早晨到两个投票站巡视，人潮不会拥挤，投票过程顺利。马哈迪说，比起过去大选，该届有越来越多人有兴趣及精神出来投票。针对选委会规定选民投票时手机暂时交由在场选委会人员保管的条例，马哈迪表态支持该项条规，因若选民带手机，就可以在投票后拍下投选谁的照片放上网，大众就会知道投谁，有些人也能够用钱收买。他说，投票是秘密的，若用钱就会影响投票。马哈迪在投票后返回吉隆坡。

## 选举结果
截至当晚8点19分，马哈迪的选票暂时大幅度输给国阵候选人。他仅获得222票，反之其对手国阵候选人阿敏沙以1693票领先。
截至10点26分，根据非正式数据，国盟土团党候选人苏海米阿都拉以10871票领先，马哈迪只得2249票。
截至晚上11时55分，据选委会官方成绩，马哈迪守土浮罗交怡国席失败，仅获4566票，失按柜金。

## 败选后各方反应
- 《星洲日报》：一代传奇正式落幕！[23]
- 马哈迪的脸书涌入不少网民留言。有网民在他最后一则贴文处留言谢谢他多年的付出，希望他好好休息，也有人称“是赢或输，你都是我最好的首相。”[24]
- 时评员许国伟说，马来选民不投马哈迪的原因有几个，第一，年事已高、第二，没有太多作为、第三，首投族。不过，马哈迪输掉“按柜金”则让他感到很意外。许国伟认为，马哈迪在这次的选举会感到难过，难过失去“按柜金”、难过马来选民的“现实”；还有难过被当初一手创办的土团党候选人打败[25]。
- 时评员谢诗坚表示，马哈迪的败选，让对方看到政治残酷的一面，所以马哈迪必须退位。他说，马哈迪此前过于自信，认为自身的势力不会衰退，但现实并非如此，因为政治不是个人，而是一项运动，马哈迪误判了个人对政治的影响力。谢诗坚补充，政治是一项运动，也是一种过程，民政党曾经也靠著这样取代马华公会，而现今的民政党则另当别论[25]。

11月20日，马哈迪接受《The Vibes》访问时表态接受落败一事，但对于政治极端主义的崛起以及选民继续冷漠看待领袖被指涉贪一事感到担忧。他说，尽管人民有权决定他们想要选谁，但他担心，一些获胜的候选人是滥用宗教来争取支持，或为了获胜而沉迷于腐败。马哈迪说，他已尽力警告马来西亚选民，必须拒绝贪腐和极端主义。
11月23日，马哈迪在面子书发文告表示，他虽然对大选成绩感到很难过，但接受人民的选择，并希望胜选的一方可以成立政府。马哈迪表示他本人将专注于撰写国家历史和重大事件记载，同时他也开放给媒体进行采访。
11月26日，马哈迪在推特上载一封道谢信感谢4566名选民，在第15届选举中将手中一票投给他。他说：“我不知道谁投票给我，因为这是秘密。我感到非常荣幸，因为你们的精神、勇气和拒绝贪污，将票投给了我。”“即使我们的人数不多，不代表我们的奋斗不正确，事实上，因为坚持奋斗的原则，我们有时会被边缘化。”

## 相关假消息
11月16日，社交媒体广传一张照片、几段文字和语音，指马哈迪当天在双溪大年走街拜票时，突然体力不支晕倒。照片中，马哈迪在保镖及众人包围下，坐在椅子上闭眼休息，看似十分虚弱；然后有一段男子的语音（口操北马福建话）说：“老马来SP（双溪大年）家访时，走着走着自己晕倒，旁人拿椅子让他坐着，等待救护车来载他。”然而该照片其实是于11月12日下午10时53分拍摄；马哈迪当时出席由祖国斗士党主办的“敦马哈迪与双溪大年选民近距离聚会”活动。

## 后续
11月25日，马哈迪通过面子书和推特祝贺希望联盟主席安华·依布拉欣出任马来西亚第十任首相。他说：“我恭喜安华受委为大马第十任首相。”“祝你成功。”
12月16日，《马来前锋报》引述祖国斗士党内部消息，马哈迪已辞去党主席一职。该报消息人士指出，虽然辞去斗士党主席职务，但马哈迪将继续担任祖国行动联盟主席一职。 
12月17日，斗士党总裁慕克里·马哈迪证实，马哈迪已卸下党主席职位。他坦言，党内已接受马哈迪辞职的决定，并对于其在任期间的服务、思想、指导和领导，给予了高度的评价。慕克里指出，为了宗教、民族和祖国，斗士党将秉持马哈迪的精神，以确保其思想、领导力以及专注于成功的原则，在新任领导层中得到继承。
2023年2月10日，基于不满祖国斗士党退出祖国行动联盟，马哈迪率领12名领袖（包括署理主席马祖基、经济局主任阿尔敏）退出斗士党。2月11日，马哈迪在布城出席土著企业家论坛时表示，本身决定退出斗士党并选择祖国行动联盟是因为该党已偏离其成立的真正方向，认为斗士党拒绝与联盟合作等同于拒绝身为联盟主席的他。经过一段时间的各方揣测后，他于2月24日加入土著权威党。3月1日，马哈迪正式官宣加入土权党，并担任该党的顾问，且被授予"1号"的党员号码。